# A-3高速公路 (西班牙)
A-3高速公路（西班牙語：Autovía A-3），又稱東方高速公路（Autovia del Este），俗稱華倫西亞公路（Carretera de Valencia），是一條連接西班牙首都馬德里和東部巴倫西亞的高速公路，全長352公里。
1988年完工。中間經過阿爾瓦塞特等大城市。分別是歐洲E901公路 的一部份。